# قرتویه
ال قرتویه یک منطقهٔ مسکونی در اردن است که در استان عمان واقع شده‌است.